# Báo Ấp Bắc và Đài Phát thanh – Truyền hình Tiền Giang
Báo Ấp Bắc và Đài Phát thanh - Truyền hình Tiền Giang (tiếng Anh: Ap Bac Newspaper and Tien Giang Radio - Television Station), là cơ quan báo chí - truyền thông trực thuộc tỉnh ủy Tiền Giang. Ngoài ra, cơ quan này còn chịu sự quản lý nhà nước về báo chí, về truyền dẫn phát sóng của Bộ Thông tin và Truyền thông. Logo hiện nay của đài là THTG lấy từ tên tiếng Việt: Truyền hình Tiền Giang nằm trong biểu trưng của đài đã được đăng ký và bảo hộ độc quyền tại Việt Nam theo Giấy chứng nhận đăng ký nhãn hiệu số 165625 do Cục Sở hữu trí tuệ cấp ngày 14 tháng 6 năm 2011

## Lịch sử
Sau ngày 30 tháng 4 năm 1975, trên địa bàn tỉnh Tiền Giang không có cơ quan phát thanh, truyền thanh thống nhất để thực hiện công tác thông tin tuyên truyền. Ngày 11 tháng 5 năm 1978 Tỉnh ủy Tiền Giang ban hành Quyết định số 329/QĐ về việc thành lập Đài Phát thanh tỉnh Tiền Giang. Ông Cao Văn Sáu, Ủy viên Thường vụ Tỉnh ủy, Trưởng ban Tuyên huấn Tỉnh ủy được bổ nhiệm làm kiêm Giám đốc đài.
Tỉnh được Trung ương điều động cho một máy phát thanh AM (Amplitude Modulation) 1 kW nhưng bị hư hỏng nặng, phải nhờ cơ quan thường trú của Đài Tiếng nói Việt Nam tại Thành phố Hồ Chí Minh và Đài Tiếng nói nhân dân Thành phố Hồ Chí Minh hỗ trợ linh kiện để sửa chữa. Bấy giờ, máy phát được đặt tạm tại trụ sở Ủy ban nhân dân tỉnh, ăng-ten phát sóng được làm dã chiến bằng hệ thống các dây văng, phòng thu sử dụng nhờ của Đài Truyền thanh Thành phố Mỹ Tho. Đầu năm 1979 phát sóng thử nghiệm, đến ngày 16 tháng 9 năm 1979, Đài Phát thanh Tiền Giang đã chính thức phát sóng trên tần số AM 820 kHz, tức 365 m và Tiền Giang là tỉnh cuối cùng ở Việt Nam phát sóng chương trình phát thanh. Nhạc hiệu của đài là bài "Ta lớn lên từ đất này" của nhạc sĩ Phạm Tuyên, được dùng trên cả phát thanh và truyền hình kể từ khi thành lập đài cho đến nay.
Trụ sở làm việc ban đầu của Đài tuy được bố trí tại số 125 Lê Thị Hồng Gấm, phường 4, thành phố Mỹ Tho nhưng cơ sở vật chất rất thiếu thốn, máy thu âm lạc hậu, chỉ có công suất 1 kW, nhà làm việc bị nước mưa làm rong rêu bám đầy, chỉ có 2 tầng, phòng thu phát thanh tạm bợ, thời lượng phát sóng chỉ có 2 giờ trong ngày... Sau đó đài được cấp khu đất ở phường 6, thành phố Mỹ Tho để làm khu phát xạ. Để xây dựng được ăng-ten phát sóng, tỉnh đã đem gạo đổi cho tỉnh Sông Bé (nay là Bình Dương và Bình Phước) lúc bấy giờ để đổi lấy 30m ăng-ten và mua thép của Công ty Cấp thoát nước Tiền Giang hàn thêm 30m nữa cho đủ độ cao là 60m. Do phòng thu âm lúc đầu sử dụng nhờ của Đài Truyền thanh thành phố Mỹ Tho nên đến cuối năm 1979 đài tiếp tục dùng gạo để lên Sông Bé đổi gạch và mút cách âm về cải tại lại phòng ở thành phòng thu âm...
Tháng 4 năm 1984, Phòng Truyền hình thời sự thuộc Ty Văn hóa – Thông tin tỉnh (sau này được đổi tên thành Sở Văn hóa - Thông tin rồi đến Sở Văn hóa, Thể thao và Du lịch) được sáp nhập vào Đài Phát thanh Tiền Giang. Đài được đổi tên thành Đài Phát thanh và Truyền hình Tiền Giang, giữ nhiệm vụ tổ chức thực hiện chương trình phát thanh, truyền hình và quản lý hệ thống truyền thanh trong toàn tỉnh. Tuy nhiên, bấy giờ công tác truyền hình của đài còn rất sơ khai với vài máy quay phim nhựa 16 mm, chỉ đủ khả năng thực hiện các tin thời sự gửi cộng tác với Đài Truyền hình Cần Thơ và Thành phố Hồ Chí Minh.
Năm 1985, đài được Nhà nước tặng thưởng Huân chương Lao động hạng Ba. Trong những năm tiếp theo, đài được đầu tư một số trang thiết bị như máy phát thanh 5 kW, 10 kW, phòng bá âm mới, nhập một số thiết bị điện tử chuyên ngành cho truyền hình...
Năm 1994, UBND tỉnh Tiền Giang cho phép lập dự án đầu tư xây dựng Đài Phát thanh và Truyền hình Tiền Giang hoàn chỉnh từ khâu sản xuất chương trình đến truyền dẫn phát sóng truyền hình song song với sóng phát thanh hiện có. Theo đó, ngày 17 tháng 10 năm 1995 đã khởi công xây dựng các hạng mục của dự án Khu nhà kỹ thuật phát thanh truyền hình và cột ăng-ten phát sóng cao 110 m tại địa chỉ số 125 Lê Thị Hồng Gấm, phường 4, thành phố Mỹ Tho. Qua 2 năm khẩn trương triển khai thực hiện, đúng 18 giờ 00 phút ngày 19 tháng 12 năm 1996, nhân kỷ niệm 50 năm ngày Toàn quốc kháng chiến, đài đã chính thức phát sóng chương trình truyền hình tương tự (Analog Television) lần đầu tiên trên kênh 26 UHF (Ultra High Frequency). Đây là cột mốc quan trọng, đánh dấu sự ra đời loại hình báo chí mới của tỉnh, đó là báo hình. Biểu trưng (logo) của đài lúc bấy giờ là THTG (viết tắt của cụm từ Truyền hình Tiền Giang - nền xanh, chữ màu trắng). Những ngày đầu phát sóng trang thiết bị dành cho truyền hình cũng rất thiếu thốn, chỉ có 1 máy phát hình màu 5 kW, 2 đầu video VHS, 5 máy quay phim, 2 bàn dựng và 2 máy vi tính; lực lượng phóng viên và kỹ thuật viên chỉ khoảng 30 người, mỗi ngày thời lượng phát sóng chỉ 3,5 giờ (từ 18 giờ đến 21 giờ 30) với vỏn vẹn 4 thể loại chương trình.
Năm 2000, đài được Nhà nước tặng thưởng Huân chương Lao động hạng Nhì. Từ năm 2001 đến năm 2007 logo THTG (nền xanh, chữ màu trắng) được đổi thành logo TTV (Tien Giang Television - có 03 màu). Đầu năm 2007 logo TTV (có 03 màu)  được đổi thành logo THTG (tức Truyền hình Tiền Giang - có 4 màu như hiện nay).
Ngày 27 tháng 3 năm 2004, kênh truyền hình TTV bị dừng phát sóng đột ngột khiến tất cả khán giả trong vùng phủ sóng của đài không thể xem các chương trình truyền hình suốt 3 ngày liên tục, nguyên nhân là do trục trặc kỹ thuật ở bộ chia tín hiệu truyền sóng trên đỉnh ăng-ten vì đã sử dụng liên tục từ năm 1996. Sau 3 ngày khẩn trương khắc phục sửa chữa, đến 16 giờ 15 phút ngày 30 tháng 3 kênh truyền hình TTV chính thức phát sóng trở lại bình thường. Đây là lần đầu tiên, kênh truyền hình của đài bị dừng phát sóng một cách đột ngột và kéo dài. Cũng trong năm 2004, do phải bàn giao mặt bằng để xây dựng công trình cầu Rạch Miễu nên đài đã ngưng phát sóng chương trình phát thanh AM và được thay thế bằng chương trình phát thanh FM được phát trên tần số 102,7 MHz, từ ngày 23 tháng 12 năm 2010, sau khi kênh VOV3 chính thức lên sóng trên tần số 102,7 MHz tại TP.HCM (lên sóng lúc 7 giờ ngày 21 tháng 12 năm 2010), sóng phát thanh của đài đã thay đổi sang tần số 96,2 MHz từ đó đến nay.
Ngày 16 tháng 9 năm 2009, nhân kỷ niệm 30 năm thành lập, đài chính thức ra mắt trang thông tin điện tử tổng hợp với nhiều nội dung phong phú. Đây là nền tảng và sự khởi đầu cho sự phát triển về sau của báo điện tử phát thanh truyền hình, đồng thời nhằm cập nhật và nắm bắt kịp thời xu thế công nghệ truyền hình trong thời đại mới.
Năm 2013, Đài thực hiện đề án phát sóng các chương trình phát thanh và truyền hình lên vệ tinh Vinasat. Sau một thời gian triển khai đề án, ngày 20 tháng 6 năm 2013, Đài Phát thanh và Truyền hình Tiền Giang đã tiến hành phát sóng thử nghiệm chương trình phát thanh FM (Frequency Modulation) và truyền hình THTG qua sóng vệ tinh Vinasat để hiệu chỉnh các thông số kỹ thuật. Đến ngày 19 tháng 7 năm 2013 thì chính thức phát lên vệ tinh Vinasat 1 ở vị trí 132° kinh Đông thông qua đối tác VTC.
Thời gian đầu, chương trình phát thanh chỉ phát sóng 2 giờ trong ngày, hiện nay đã nâng lên 18 giờ trong ngày; truyền hình từ chỗ chỉ phát sóng 3,5 giờ trong ngày đến năm 1998 đã tăng lên 2 buổi với thời lượng phát sóng 7 giờ trong ngày, năm 2000 tăng lên 3 buổi với thời lượng phát sóng 9 giờ trong ngày, năm 2006 tăng thời lượng phát sóng lên 17 giờ trong ngày, năm 2011 phát sóng 19 giờ trong ngày và từ năm 2014 đến nay, truyền hình phát sóng liên tục 24/24 giờ trong ngày sau khi UBND tỉnh chấp thuận và được Bộ Thông tin & Truyền thông cấp phép, đánh dấu sự trưởng thành và lớn mạnh của Đài Phát thanh – Truyền hình Tiền Giang,.
Tháng 4 năm 2014, Đài Phát thanh – Truyền hình Tiền Giang chính thức đưa dự án số hóa vào vận hành với quy trình khép kín từ tiền kỳ, hậu kỳ đến truyền dẫn phát sóng và thư viện số lưu trữ .
Ngày 16 tháng 9 năm 2014, nhân kỷ niệm 35 năm thành lập, Đài Phát thanh và Truyền hình Tiền Giang vinh dự đón nhận Huân chương Lao động hạng Nhất do Chủ tịch nước trao tặng.
Ngày 15 tháng 8 năm 2017, Đài Phát thanh và Truyền hình Tiền Giang đã ngừng phát sóng kênh truyền hình Tiền Giang (THTG) trên hạ tầng truyền hình tương tự (Analog Television) để chuyển sang phát sóng trên hạ tầng truyền hình kỹ thuật số mặt đất (DTT - Digital Terrestrial Television) theo Đề án số hóa truyền dẫn, phát sóng truyền hình mặt đất đến năm 2020 của Chính phủ. Cuối năm 2017, đài đưa vào sử dụng máy phát thanh FM ROHDE & SCHWARZ, công suất 5 kW x 2 cùng hệ thống ăng-ten và cáp dẫn sóng mới.
Tháng 1 năm 2020, Đài Phát thanh và Truyền hình Tiền Giang phát sóng kênh truyền hình THTG theo chuẩn phân giải độ nét cao HDTV (High Definition Television) trên hạ tầng kỹ thuật số mặt đất DVB-T2 và các hạ tầng truyền dẫn phát sóng khác. Đánh dấu bước ngoặt phát triển, quyết tâm đổi mới để tạo đột phá và là cuộc cách mạng trong phương thức sản xuất, truyền dẫn phát sóng.
Ngày 11 tháng 12 năm 2020, Đài Phát thanh và Truyền hình Tiền Giang khởi công xây dựng trụ sở mới tại địa chỉ Đường N2, Quảng trường Hùng Vương, xã Đạo Thạnh, thành phố Mỹ Tho. Công trình do Công ty Cổ phần Tư vấn Kiến trúc và Xây dựng TP. Hồ Chí Minh (ACCCO) thiết kế, có tổng kinh phí xây dựng là 87,95 tỷ đồng, gồm 03 block: 01 block 06 tầng, 01 block 04 tầng, 01 block 03 tầng trên diện tích đất 9.770 m2, diện tích xây dựng 1.800 m2. Đây là công trình hiện đại, mang kiến trúc thẩm mỹ, là điểm nhấn mang biểu tượng văn hóa tại vị trí trung tâm của tỉnh đồng thời đánh dấu bước ngoặt phát triển sự nghiệp phát thanh và truyền hình Tiền Giang.
Theo theo lộ trình số hóa của Chính phủ và Đề án Phát triển tổng thể của Đài Phát thanh và Truyền hình Tiền Giang đến năm 2025, tầm nhìn đến năm 2030, đài sẽ đầu tư phim trường ngoài trời và trang thiết bị kỹ thuật chuyên ngành đồng bộ, hiện đại tại trụ sở mới, trong đó gồm xe truyền hình lưu động chuẩn HD và tháp ăng-ten truyền hình (giai đoạn 2021 - 2023); xin chủ trương mở thêm kênh giải trí truyền hình Tiền Giang 2 (THTG2) vào năm 2023 và phát triển Trang thông tin điện tử thành Báo điện tử phù hợp với xu hướng phát triển và hội nhập. Đối với lĩnh vực phát thanh, đài hướng đến kỹ thuật phát thanh có hình trên nền tảng internet theo xu hướng thế giới, xây dựng các chương trình mang tính tương tác cao và chủ trương mở rộng vùng phủ sóng, nâng công suất máy phát từ 10 kW đến 20 kW.
Từ ngày 18 tháng 6 năm 2025, hợp nhất Đài Phát thanh và Truyền hình Tiền Giang với Báo Ấp Bắc thành Báo Ấp Bắc và Đài Phát thanh - Truyền hình Tiền Giang theo Quyết định số 1467-QĐ/TU ngày 18/6/2025 của Ban Chấp hành Đảng bộ tỉnh Tiền Giang.
Từ 18h30 ngày 11 tháng 7 năm 2025, Đài Phát thanh và Truyền hình Tiền Giang chính thức dừng sóng, đổi logo sang THĐT (luồng THTG cũ) và chính thức mang tên Báo và Phát thanh - Truyền hình Đồng Tháp .
Từ ngày 01/08/2025, thực hiện hợp nhất Báo và PT-TH Đồng Tháp, Báo Ấp Bắc và PT-TH Tiền Giang thành lập Báo và PT-TH Đồng Tháp mới và cơ cấu lại nội dung, kênh THĐT (luồng THTG cũ) chính thức ngừng phát sóng, sáp nhập vào kênh THĐT2 - Miền Tây.

## Thành lập và hoạt động
Báo Ấp Bắc và Đài Phát thanh - Truyền hình Tiền Giang (tiền thân là Đài Phát thanh Tiền Giang/Đài Phát thanh và Truyền hình Tiền Giang) được thành lập và hoạt động theo Quyết định số 329/QĐ ngày 11 tháng 5 năm 1978 của Tỉnh ủy Tiền Giang. Trụ sở đặt tại số 125 Lê Thị Hồng Gấm, phường 4, thành phố Mỹ Tho. Giai đoạn đầu, đài có trụ ăng-ten phát sóng truyền hình tương tự (Analog Television) cao 110 m và phát thanh FM ở độ cao 100 m dùng chung với trụ phát hình, phạm vi phát sóng chính của truyền hình tương tự là khu vực Tiền Giang và các tỉnh, thành lân cận (đã ngừng phát sóng kể từ 00 giờ 00 phút ngày 15 tháng 8 năm 2017 để chuyển sang phát sóng trên hạ tầng truyền hình kỹ thuật số mặt đất). Trong quá trình phát triển, đài còn thực hiện việc mở rộng vùng phủ sóng ở các tỉnh, thành khác trong nước và khu vực: Trang thông tin điện tử tổng hợp của đài đã được xây dựng và đưa vào sử dụng từ năm 2009, tiếp đến kênh truyền hình THTG và sóng phát thanh FM 96,2 MHz cũng chính thức được phát lên vệ tinh Vinasat 1 (132° kinh Đông) vào ngày 19 tháng 7 năm 2013, phủ sóng toàn bộ lãnh thổ Việt Nam, biển Đông, các nước lân cận như Lào, Campuchia, Thái Lan và một phần Myanmar. Thực hiện Đề án số hóa truyền dẫn, phát sóng truyền hình mặt đất đến năm 2020 của Chính phủ, kể từ 00 giờ 00 phút ngày 15 tháng 8 năm 2017, Đài Phát thanh – Truyền hình Tiền Giang chính thức đưa kênh truyền hình Tiền Giang (THTG) phát sóng trên hạ tầng truyền hình kỹ thuật số mặt đất (chuẩn DVB-T2) của Công ty TNHH Truyền hình Kỹ thuật số Miền Nam (SDTV), phạm vi phủ sóng: Toàn bộ khu vực miền Nam. Tháng 1 năm 2020, Đài Phát thanh và Truyền hình Tiền Giang phát sóng kênh truyền hình THTG theo chuẩn phân giải độ nét cao HDTV (High Definition Television) trên hạ tầng kỹ thuật số mặt đất DVB-T2 và các hạ tầng truyền dẫn phát sóng khác. Từ đầu năm 2022, đài di dời toàn bộ về hoạt động ở trụ sở mới tại Đường N2, Quảng trường Hùng Vương, xã Đạo Thạnh, thành phố Mỹ Tho (trừ tháp ăng-ten phát sóng phát thanh và truyền hình vẫn còn hoạt động tại cơ sở cũ).
Đài Phát thanh và Truyền hình Tiền Giang truyền dẫn, phát sóng đa dạng trên các hạ tầng kỹ thuật như: hệ thống truyền hình kỹ thuật số mặt đất & vệ tinh: SDTV, VTC, AVG, K+; hệ thống truyền hình cáp như: SCTV, HTVC, VTVCab, MyTV, NextTV... và truyền hình trực tuyến.

## Cơ cấu tổ chức
Báo Ấp Bắc và Đài Phát thanh - Truyền hình Tiền Giang có 7 phòng chuyên môn và 1 trung tâm trực thuộc:
- Phòng Hành chính -Trị sự.
- Phòng Phóng viên.
- Phòng Biên tập.
- Trung tâm dịch vụ Quảng cáo và Phát hành.
- Phòng Chương trình
- Phòng Văn nghệ - Giải trí
- Phòng Kỹ thuật và Công nghệ.
- Phòng Truyền thông số.

## Lãnh đạo
- Tổng Biên tập: Ông Nguyễn Sĩ Hùng.
- Phó Tổng Biên tập: Ông Phạm Duy Sơn.
- Phó Tổng Biên tập: Ông Nguyễn Duy Phúc Huy.
- Phó Tổng Biên tập: Ông Nguyễn Trọng Tấn.

## Giám đốc - Tổng biên tập qua các thời kỳ
- Cao Văn Sáu (1978 - 1985)
- Trương Sơn Nam (1985 - 1988)
- Mai Văn Tư (Minh Thông) (1988 - 2001)
- Trần Thanh Nhã (2001 - 2006)
- Nguyễn Anh Tuấn (2006 - 2011)
- Nguyễn Đức Đảm (2011 - 2016)
- Nguyễn Sĩ Hùng (2017 - nay)

## Các kênh sóng và trang thông tin điện tử

#### Truyền hình
Kênh truyền hình THTG của Đài Phát thanh và Truyền hình Tiền Giang phát sóng liên tục 24 giờ mỗi ngày trên các hệ thống:
- Truyền hình tương tự (Analog Television) (*):

Kênh phát sóng: 26 UHF.
Máy phát sóng: ROHDE & SCHWARZ
Công suất máy phát: 10 kW.
Độ cao ăng-ten: 110 m.
Phạm vi phủ sóng: Tiền Giang, Long An, Bến Tre, Vĩnh Long, Đồng Tháp, Trà Vinh, Tp. Hồ Chí Minh, một phần các tỉnh Bà Rịa – Vũng Tàu, Tây Ninh.
(*) Kể từ 00 giờ 00 phút ngày 15 tháng 8 năm 2017, Đài Phát thanh và Truyền hình Tiền Giang đã ngừng phát sóng kênh truyền hình THTG trên hạ tầng truyền hình tương tự (Analog Television) để chuyển sang phát sóng trên hạ tầng truyền hình kỹ thuật số mặt đất (chuẩn DVB-T2) theo Đề án số hóa truyền dẫn, phát sóng truyền hình mặt đất đến năm 2020 của Chính phủ.
- Truyền hình cáp (CATV - Community Access Television):

Phát trên hệ thống truyền hình cáp hòa mạng đài Tiền Giang như: SCTV, HTVC, VTVCab, MyTV, NextTV... tại địa bàn tỉnh Tiền Giang và ở các tỉnh, thành khác trong nước.
- Truyền hình kỹ thuật số mặt đất (DTT - Digital Terrestrial Television):

Phát sóng kỹ thuật số mặt đất (phát quảng bá) trên kênh 34 UHF, tần số 578 MHz.
Đơn vị truyền dẫn: Công ty TNHH Truyền hình Kỹ thuật số Miền Nam (SDTV). Công nghệ truyền dẫn: DVB-T2 (Digital Video Broadcasting - Second Generation Terrestrial).
Định dạng tín hiệu: MPEG-4 (Moving Picture Experts Group - 4). Kích cỡ FFT: 32K.
Khoảng bảo vệ: ⅛. Mẫu PP: PP2. Điều chế: 256 QAM.
Mã sửa sai (Fec): ⅔. Chế độ thu: Thu trong nhà đối với khu vực đông dân cư, thu ngoài trời đối với khu vực thưa dân cư.
Phạm vi phủ sóng: Khu vực miền Nam.
Phát sóng kỹ thuật số mặt đất trên hạ tầng của VivaTV (AVG). Công nghệ truyền dẫn: DVB-T2. Định dạng tín hiệu: MPEG-4. Phạm vi phủ sóng: Khu vực miền Nam.
- Truyền hình kỹ thuật số vệ tinh (DTH - Direct to Home):

Phát sóng kỹ thuật số vệ tinh (phát quảng bá) trong gói chương trình của VTC. Thông số kỹ thuật phát trên vệ tinh trong gói chương trình của VTC (không khóa mã) như sau:
Tên vệ tinh phát sóng: Vinasat-1.
Hướng vệ tinh: 132° kinh Đông.
Băng tần phát sóng: Ku.
Công nghệ truyền dẫn: DVB-S2 (Digital Video Broadcasting - Second Generation Satellite).
Định dạng tín hiệu: MPEG-4.
Tần số LNB: 09750/10600.
Tần số thu (Freq): 11472 MHz.
Tốc độ mẫu (Symbol Rate): 23200 Msym/s.
Phân cực: H (Ngang).
Điều chế: 8PSK.
Mã sửa sai (Fec): ¾.
Phát sóng kỹ thuật số vệ tinh trong gói chương trình của VivaTV (AVG).
Phát sóng kỹ thuật số vệ tinh trong gói chương trình của K+.
Phạm vi phủ sóng qua vệ tinh: Toàn bộ lãnh thổ Việt Nam, biển Đông, các nước lân cận như Lào, Campuchia, Thái Lan và một phần Myanmar.
- Truyền hình trực tuyến (ITV - Internet Television):

Phát trên trang thông tin điện tử tổng hợp của Đài Phát thanh và Truyền hình Tiền Giang.
Phát trên cổng thông tin trực tuyến của Công ty TNHH Truyền hình Kỹ thuật số Miền Nam (SDTV).
Phát trên hệ thống truyền hình giao thức Internet (IPTV - Internet Protocol Television): MyTV của VNPT, NextTV của Viettel, FPT Play của FPT, VTVgo của VTV, VieON của Đất Việt VAC
Tích hợp qua các ứng dụng trên các thiết bị thông minh: FPT Play của FPT, VTVgo của VTV, THTG trên Google Play (hệ điều hành Android).

#### Phát thanh
Chương trình phát thanh của Đài Phát thanh và Truyền hình Tiền Giang phát sóng liên tục từ 05 giờ đến 23 giờ (từ 23 giờ đến 5 giờ sáng hôm sau phát nhạc không lời trên phát thanh Online, riêng máy phát analog thì đài tắt sóng từ khoảng 23 giờ đến khoảng 04 giờ 40 phút sáng hôm sau) hàng ngày trên các hệ thống:
- Sóng AM (*):

Tần số phát sóng: AM 820 KHz
Máy phát sóng: Liên xô
Công suất máy phát: 10 kW
Độ cao ăng-ten: 91 m
Phạm vi phủ sóng: Tiền Giang, khu vực Đồng bằng sông Cửu Long và một số tỉnh miền Đông Nam Bộ.
(*) Kể từ năm 2004, Đài Phát thanh và Truyền hình Tiền Giang đã ngừng phát sóng chương trình phát thanh AM và được thay thế bằng chương trình phát thanh FM từ đó đến nay.
- Sóng FM:

Tần số phát sóng: FM 102,7 MHz (*), FM 96,2 MHz.
Máy phát sóng: ROHDE & SCHWARZ
Công suất máy phát: 10 kW
Độ cao ăng-ten: 100 m.
Phạm vi phủ sóng: Tiền Giang, khu vực Đồng bằng sông Cửu Long và một số tỉnh miền Đông Nam Bộ.
(*) Kể từ ngày 23 tháng 12 năm 2010, Đài Phát thanh và Truyền hình Tiền Giang đã chuyển tần số phát sóng chương trình phát thanh FM từ 102,7 MHz sang 96,2 MHz để tránh can nhiễu sóng FM 102,7 MHz kênh VOV3 tại TP.HCM phủ sóng tại khu vực Long An, TP.HCM, Bà Rịa - Vũng Tàu, Tiền Giang và Bến Tre..
- Sóng vệ tinh:

Phát sóng kỹ thuật số vệ tinh (phát quảng bá) trong gói chương trình của VTC. Thông số kỹ thuật phát trên vệ tinh trong gói chương trình của VTC (không khóa mã) như sau:
Tên vệ tinh phát sóng: Vinasat-1.
Hướng vệ tinh: 132° kinh Đông.
Băng tần phát sóng: Ku.
Công nghệ truyền dẫn: DVB-S2.
Định dạng tín hiệu: MPEG-2.
Tần số LNB: 09750/10600.
Tần số thu (Freq): 11472 MHz.
Tốc độ mẫu (Symbol Rate): 23200 Msym/s.
Phân cực: H (Ngang).
Điều chế: 8PSK.
Mã sửa sai (Fec): ¾.
Phạm vi phủ sóng qua vệ tinh: Toàn bộ lãnh thổ Việt Nam, biển Đông, các nước lân cận như Lào, Campuchia, Thái Lan và một phần Myanmar.
- Phát thanh trực tuyến: Phát trên trang thông tin điện tử tổng hợp của Đài Phát thanh và Truyền hình Tiền Giang.

#### Thông tin điện tử
Trang thông tin điện tử tổng hợp của Đài Phát thanh và Truyền hình Tiền Giang chính thức ra mắt ngày 16 tháng 9 năm 2009 nhân kỷ niệm 30 năm thành lập đài. Ngoài chức năng cung cấp thông tin bằng hình thức tin, bài, ảnh, website còn cho phép khán giả xem trực tuyến kênh truyền hình THTG và nghe trực tuyến chương trình phát thanh FM 96,2 MHz trên máy vi tính. Đặc biệt, ngày 09 tháng 6 năm 2015, Đài Phát thanh và Truyền hình Tiền Giang chính thức đưa vào sử dụng phiên bản di động Trang thông tin điện tử tổng hợp của đài. Phiên bản di động được thiết kế tương thích với mọi kích thước màn hình từ điện thoại đến máy tính bảng. Hướng tới sẽ nâng cấp trở thành Báo điện tử Phát thanh và Truyền hình Tiền Giang...
Hiện nay, Đài Phát thanh và Truyền hình Tiền Giang đã cho ra mắt ứng dụng THTG trên Google Play (hệ điều hành Android). Riêng ứng dụng THTG trên App Store (hệ điều hành iOS) sẽ được ra mắt trong thời gian tới. Do đó chỉ cần điện thoại hoặc máy tính bảng có kết nối Wi-Fi (Wireless Fidelity) hoặc 3G, 4G, độc giả có thể truy cập vào Trang thông tin điện tử tổng hợp và các ứng dụng của đài một cách nhanh chóng, dễ dàng với đầy đủ thông tin hữu ích. Đồng thời, khán giả còn có thể lựa chọn xem lại tất cả các chương trình, chuyên mục mà mình yêu thích đã phát sóng trên THTG và FM 96,2 MHz ở bất kỳ thời điểm nào.

## Các chương trình truyền hình và cuộc thi:
- Hội thi tiếng hát măng non giải Hồ Văn Nhánh.
- Hội thi tiếng hát truyền hình giải Hoàng Việt.
- Hội thi giọng ca cải lương giải Nguyễn Thành Châu.
- Chương trình Âm Vang Miền Tây - Giai điệu phương Nam.
- Gameshow Đường đến vinh quang (dựa theo format chương trình Đường lên đỉnh Olympia của VTV)

## Giải thể thao
- Giải bóng đá Cúp truyền hình Tiền Giang (Cúp THTG).

## Biểu trưng logo qua các thời kỳ

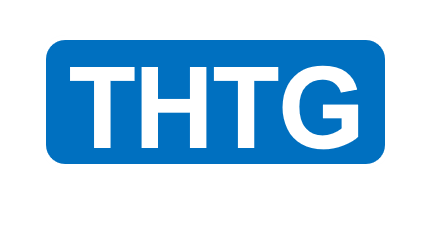
Logo Đài Phát thanh và Truyền hình Tiền Giang (1996 - 2001)
Logo Đài Phát thanh và Truyền hình Tiền Giang (2001 - 2007)
Logo Đài Phát thanh và Truyền hình Tiền Giang (2007 - 2014)
Logo Đài Phát thanh và Truyền hình Tiền Giang (2014 - 2020)
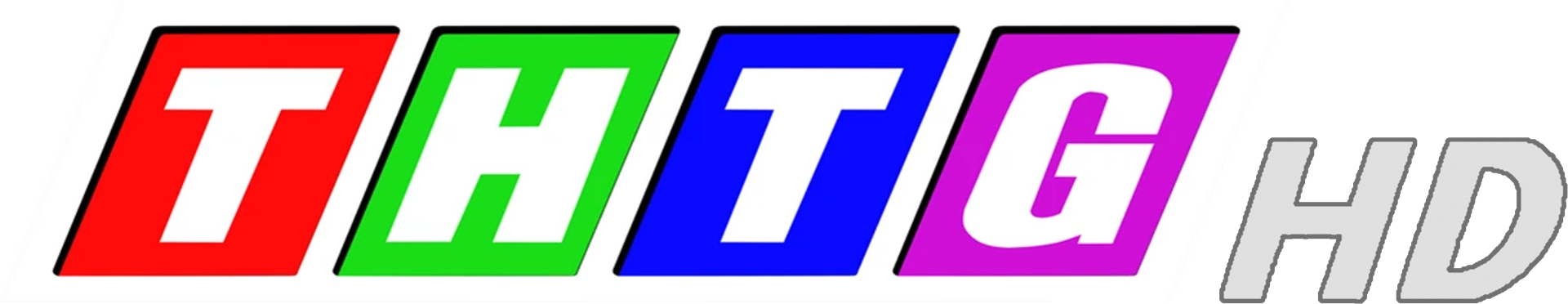
Logo Đài Phát thanh và Truyền hình Tiền Giang (2020 - 2023, Logo HD)
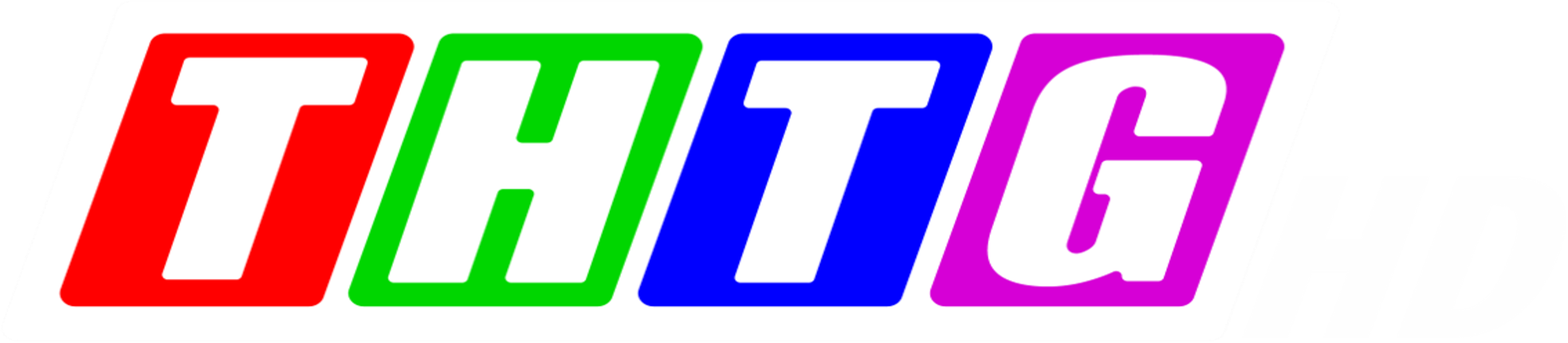
Logo Đài Phát thanh và Truyền hình Tiền Giang (27/06/2023 - 11/07/2025, Logo HD)